# 阿尔费罗堡
阿尔费罗堡（義大利語：Castell'Alfero），是意大利阿斯蒂省的一个市镇。总面积19.96平方公里，人口2791人，人口密度139.8人/平方公里（2009年）。ISTAT代码为005025。

## 友好城市
- 法國 拉弗朗赛斯